# Adapa
Adapa (altbabylonisch a-da-ap-a) ist die mythologische Hauptfigur einer altbabylonischen Erzählung, die etwa zwischen 2000 und 1600 v. Chr. entstand. Das älteste Exemplar stammt als Abschrift aus Amarna und ist in weiteren mehreren Tontafeln aus der Bibliothek des Aššurbanipal nur unvollständig erhalten. Adapa wird von Erich Ebeling mit Mensch gleichgesetzt, wobei zwischen dem biblischen Adam und Adapa möglicherweise eine mythologische und etymologische Verbindung besteht.
Adapa ist ein Sterblicher, der als Sohn Enkis aus dessen Kultort Eridu stammt. Sein Vater Enki vererbte ihm die Weisheit; die Unsterblichkeit blieb Adapa jedoch verwehrt. Bei einer Bootsfahrt spricht Adapa gegen den Südwind Zu einen Fluch aus, nachdem dieser das Boot von Adapa kentern ließ und das Fischfangnetz zerstörte. Durch die Macht des Fluches kann der Südwind nicht mehr landeinwärts wehen. Die Wirkung des Fluches erzürnt den obersten Gott An, da Sterbliche keine Flüche bewirken können. An sieht den Umstand, dass Adapa offensichtlich über göttliche Kräfte verfügt, und bittet ihn zu sich. Durch Enkis Rat gelangt Adapa von allein an den Hof Ans, indem er in trauernder Haltung an den Torwächtern Ans, Dumuzi und Ningišzida, vorbeikommt.
Dumuzi und Ningišzida boten ihm im Auftrag von An Speisen und Getränke an. Doch Adapa lehnte diese auf einen Rat Enkis hin ab, da es sich um Speisen des Todes handeln könne. An jedoch, der beeindruckt von Adapas Ehrlichkeit war, wollte Adapa durch die Nahrung ewiges Leben verleihen und den unhaltbaren Zustand für die Götter beenden, dass ein Sterblicher teilweise über ihre Kräfte verfügte. Somit vergab Adapa die Chance, für die Menschheit die Unsterblichkeit zu erringen. Der Gott An war verärgert, als er davon Kenntnis erhielt, denn so blieb für Adapa sowie seine Nachfahren und damit für die Menschheit die „göttlich-menschliche“ Kombination von Wissen und Sterben erhalten.
Adapa wird oftmals als Berater von Alulim, dem ersten König von Eridu gemäß der sumerischen Königsliste, bezeichnet. Auf Bildern und Zeichnungen wird Adapa meist mit Kleidung aus Fischschuppen dargestellt.